# Afrophoca
Afrophoca — вимерлий рід тюленів з морських відкладень міоценового віку в Лівії.